# 本住吉神社
本住吉神社（もとすみよしじんじゃ）は、兵庫県神戸市東灘区にある神社である。旧社格は県社。
住吉三神（底筒男命・中筒男命・表筒男命）および神功皇后を主祭神とし、天児屋根命・大山津見命を配祀する。
東灘区渦森台北端の西山谷（住吉川の支流）西岸に奥宮（1970年建立 主神：住吉三神 配神：神功皇后・宗像三女神・厳島大神（宗像三女神と同じ）・オオヤマツミ）がある。

## 歴史
社伝では、日本書紀において、神功皇后の三韓征伐からの帰途に船が進まなくなり、神託により住吉三神を祀ったと記される「大津渟中倉之長峡（おおつのぬなくらのながお）」の地が当地であり、当社が住吉三神鎮祭の根源であると伝え、そのために古くから「本住吉」と呼ばれるとしている。「大津渟中倉之長峡」の地は現在の住吉大社であるとする説が有力であるが、当社では住吉大社も当社からの勧請であるとしている。本居宣長も本住吉神社の主張を支持している。
延喜式神名帳には記載されていない。古くから「本住吉」と称してきたが、明治初年の『神社調査明細書』には「住吉神社」と記載された。神社側からの申請により、1908年（明治38年）に「本住吉神社」に復称した。社殿は1995年（平成7年）の阪神・淡路大震災で大きな被害を受け、現在の社殿はその後復興したものである。

## 祭事
5月4日・5日には境内の車庫に保管されている8台の地車（山田・呉田・住之江・空・西・吉田・茶屋・反高林）の巡行が行われる。

## 住吉村道路元標

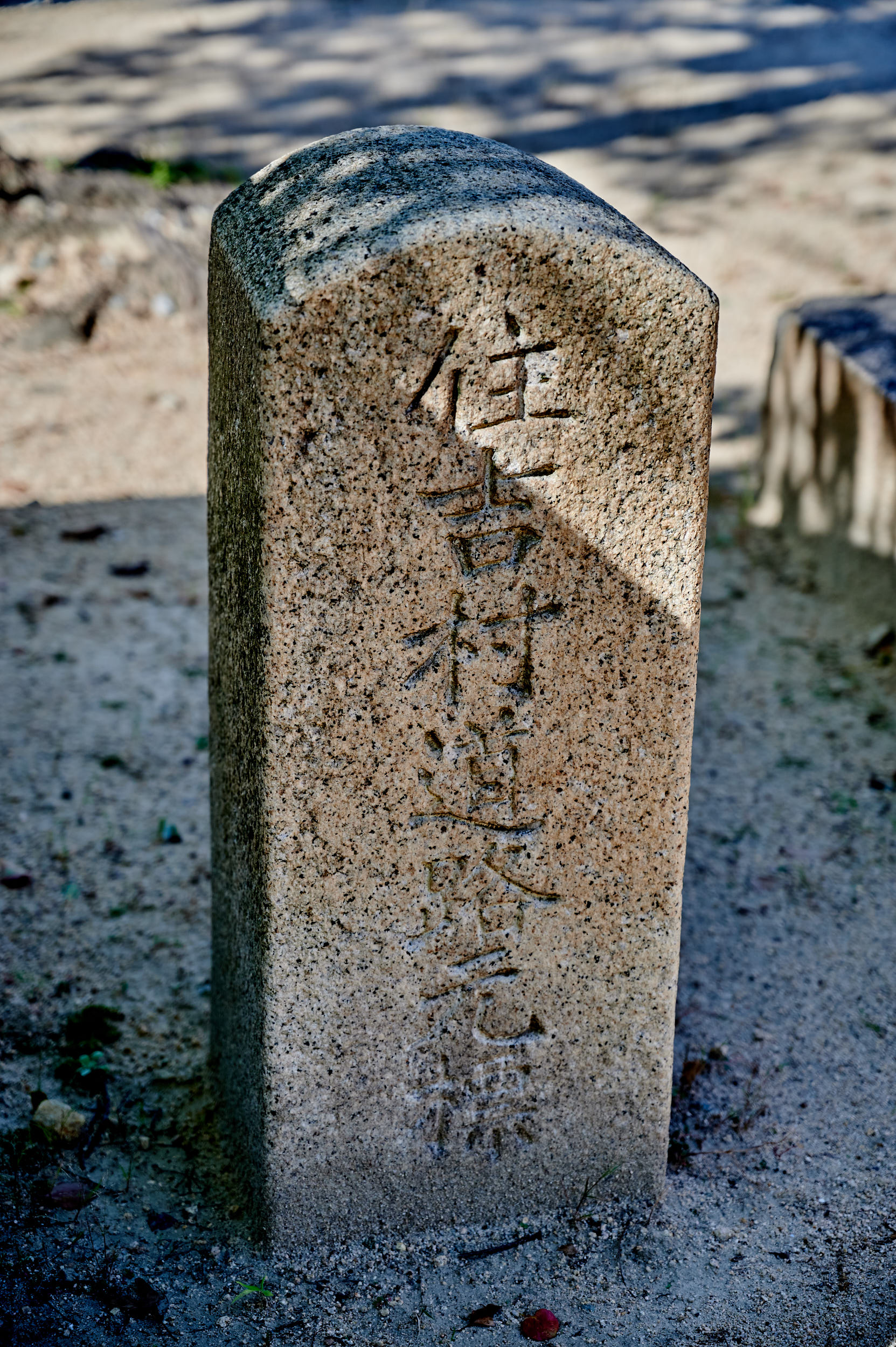
住吉村道路元標

境内参道西脇にある。ただし、住吉村道路元標として現役であった頃から現地にあったか否かは不明。
本住吉神社境内の南に接して西国街道（現国道2号）が東西に走り、東に接して有馬道（別名有馬街道・住吉有馬道）が南北に走る。

## 境内

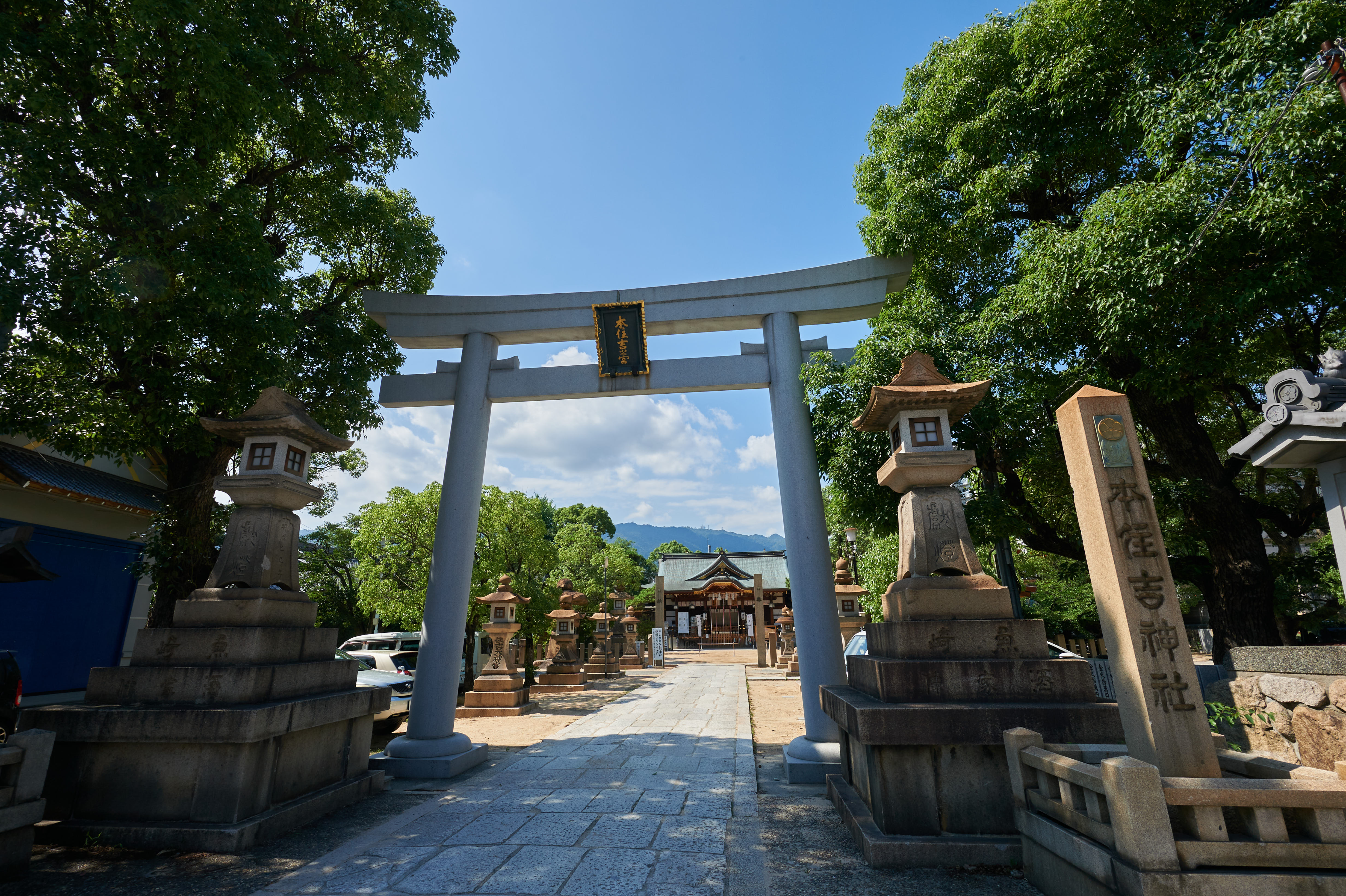
正面より
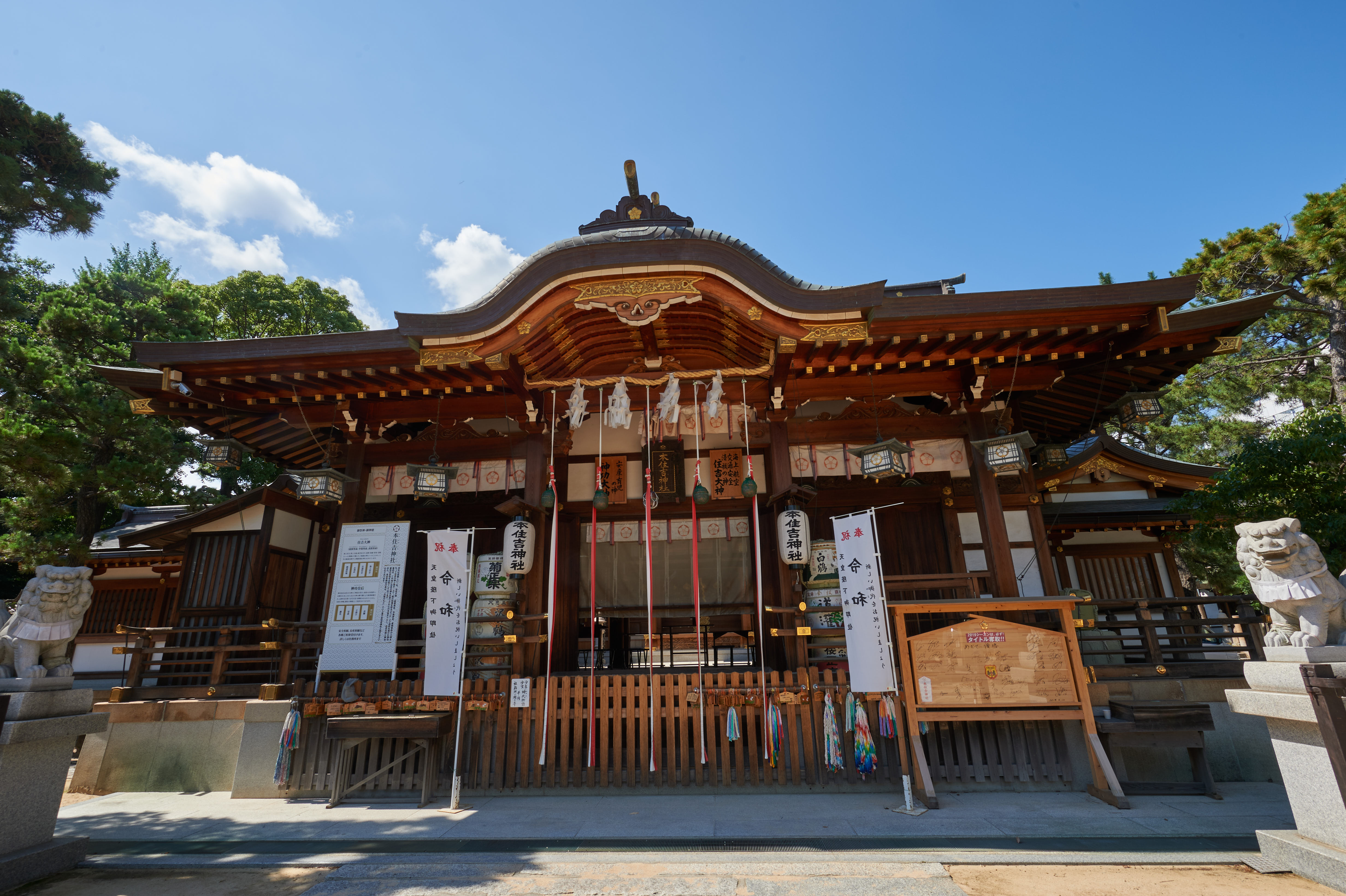
拝殿
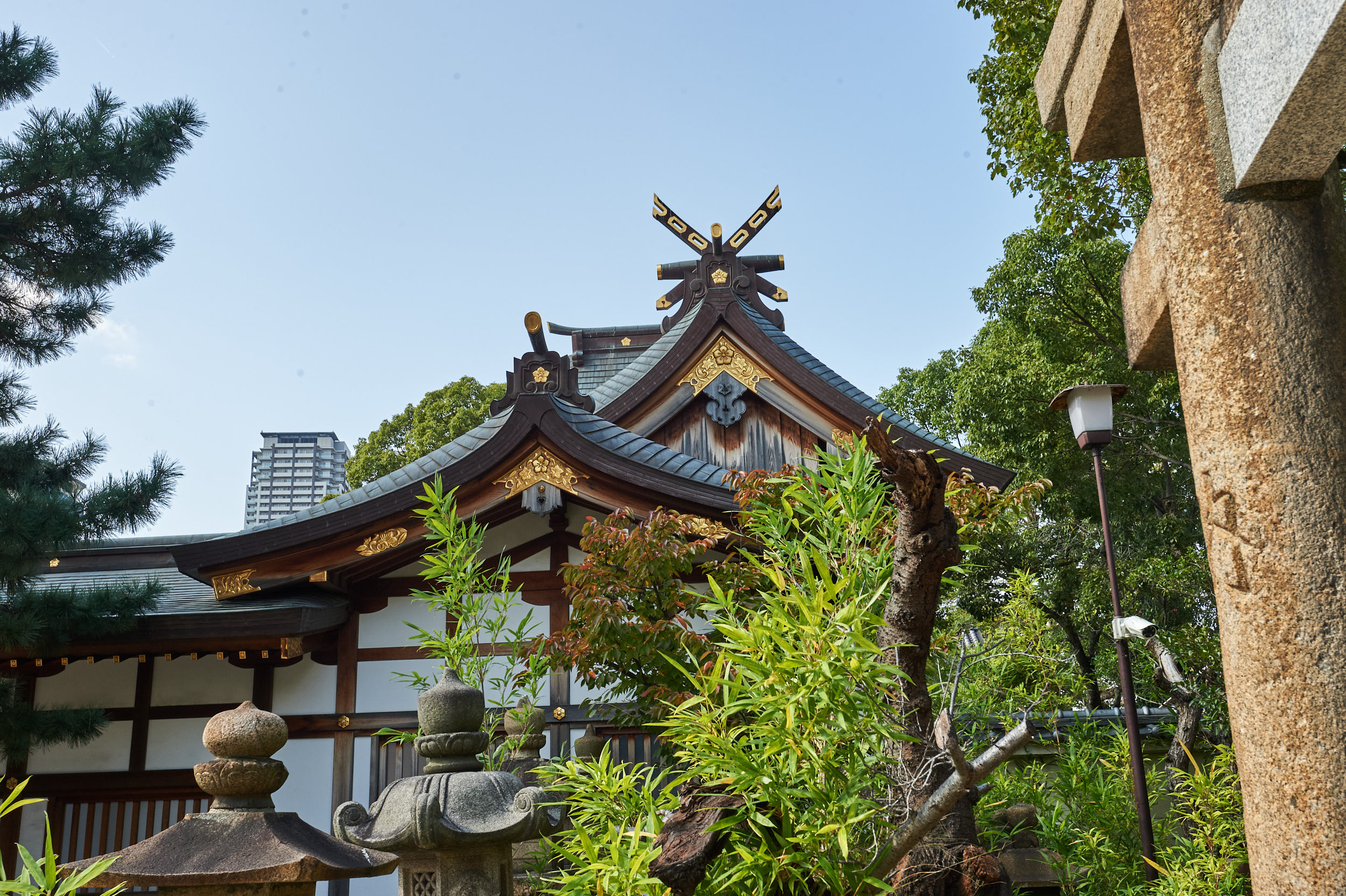
本殿
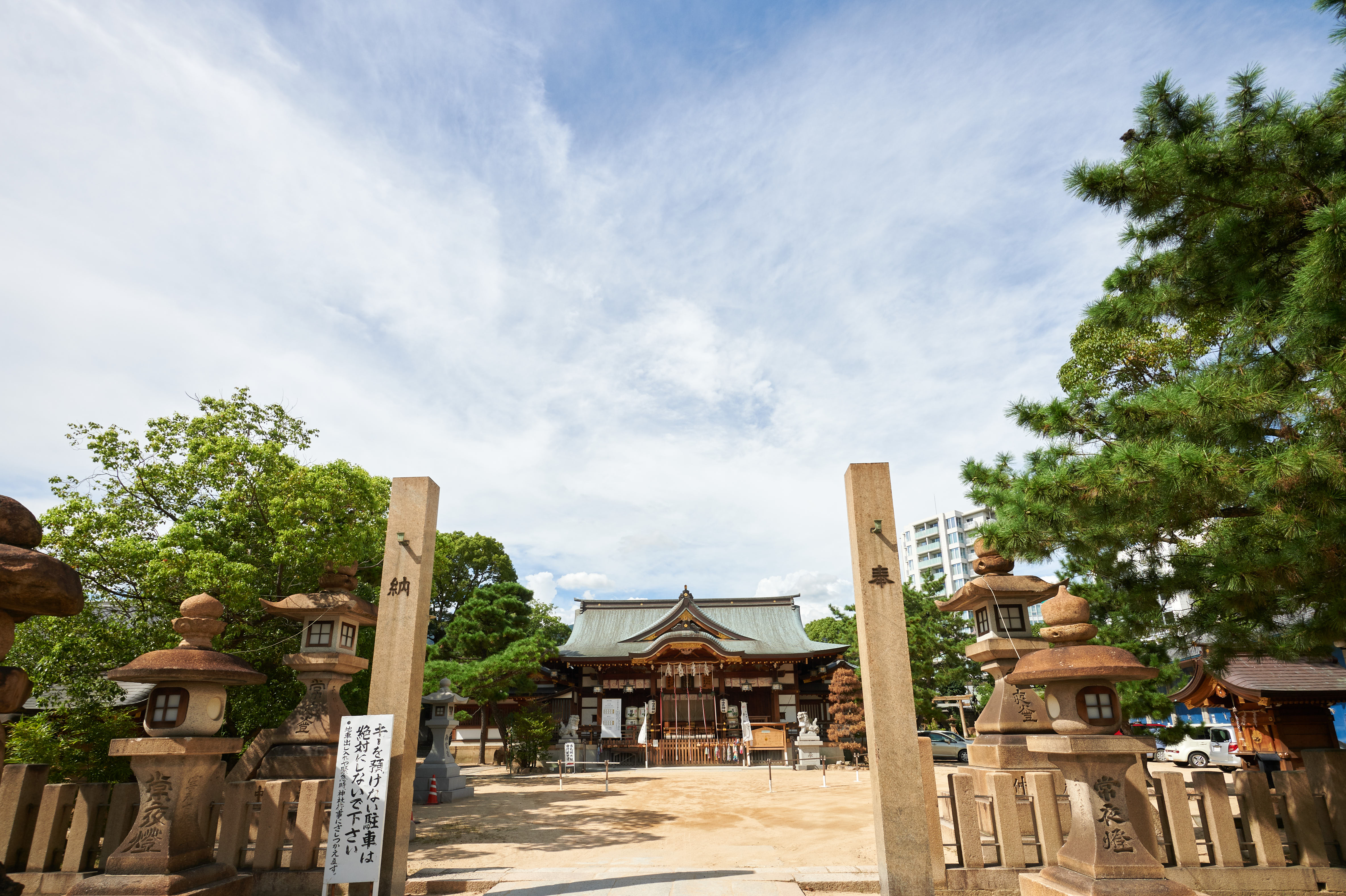
境内
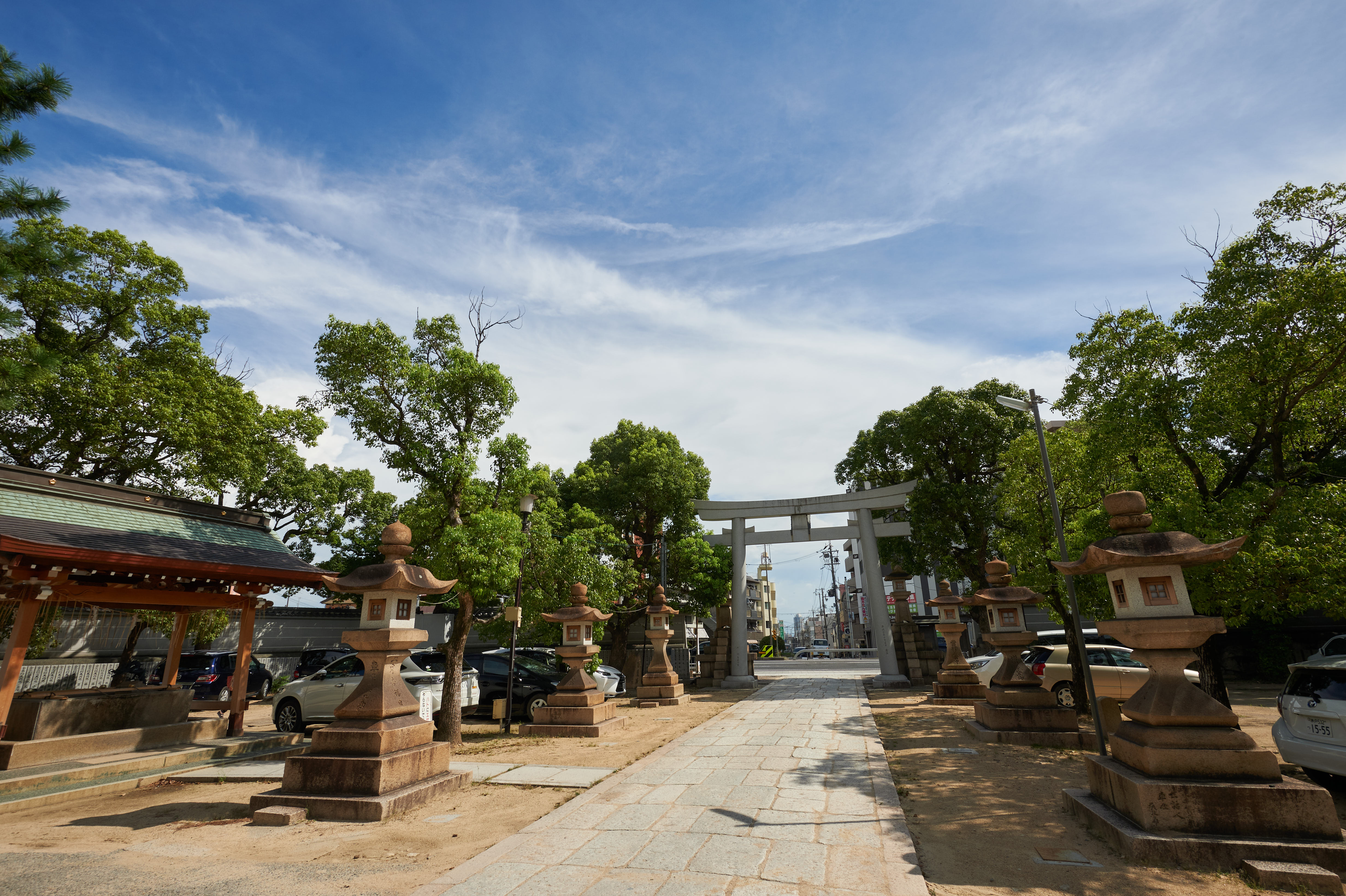
境内
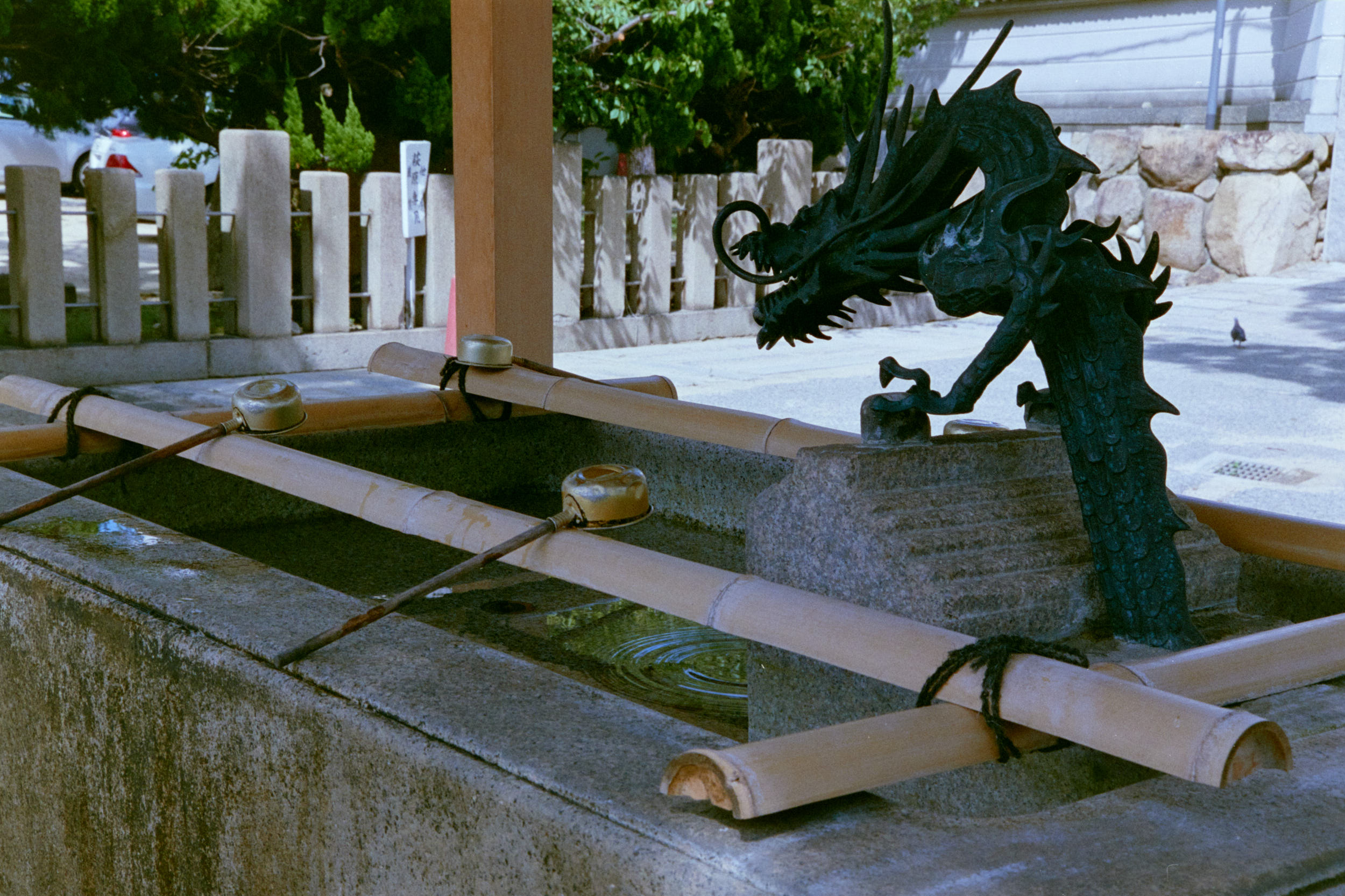
境内
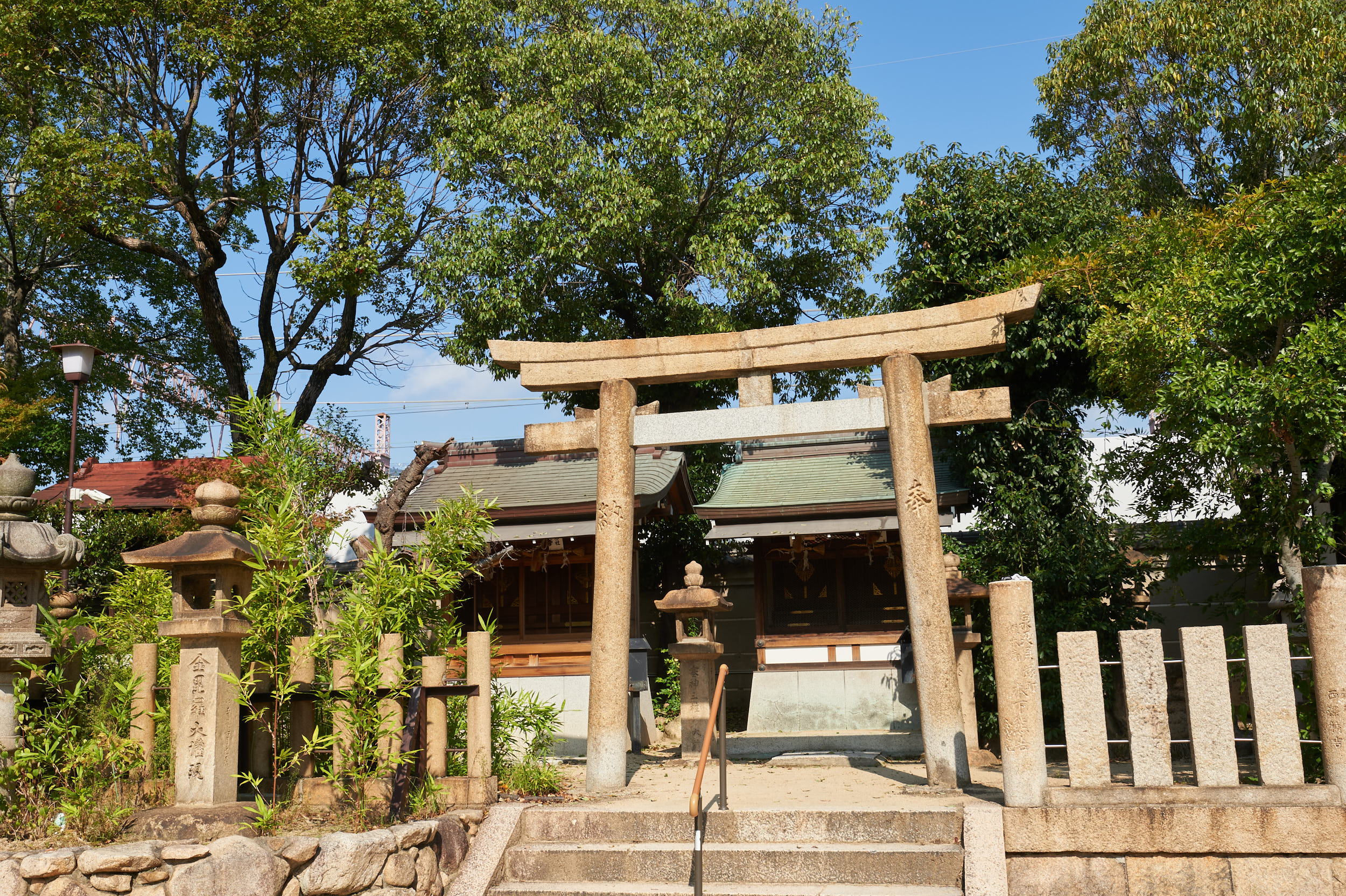
境内
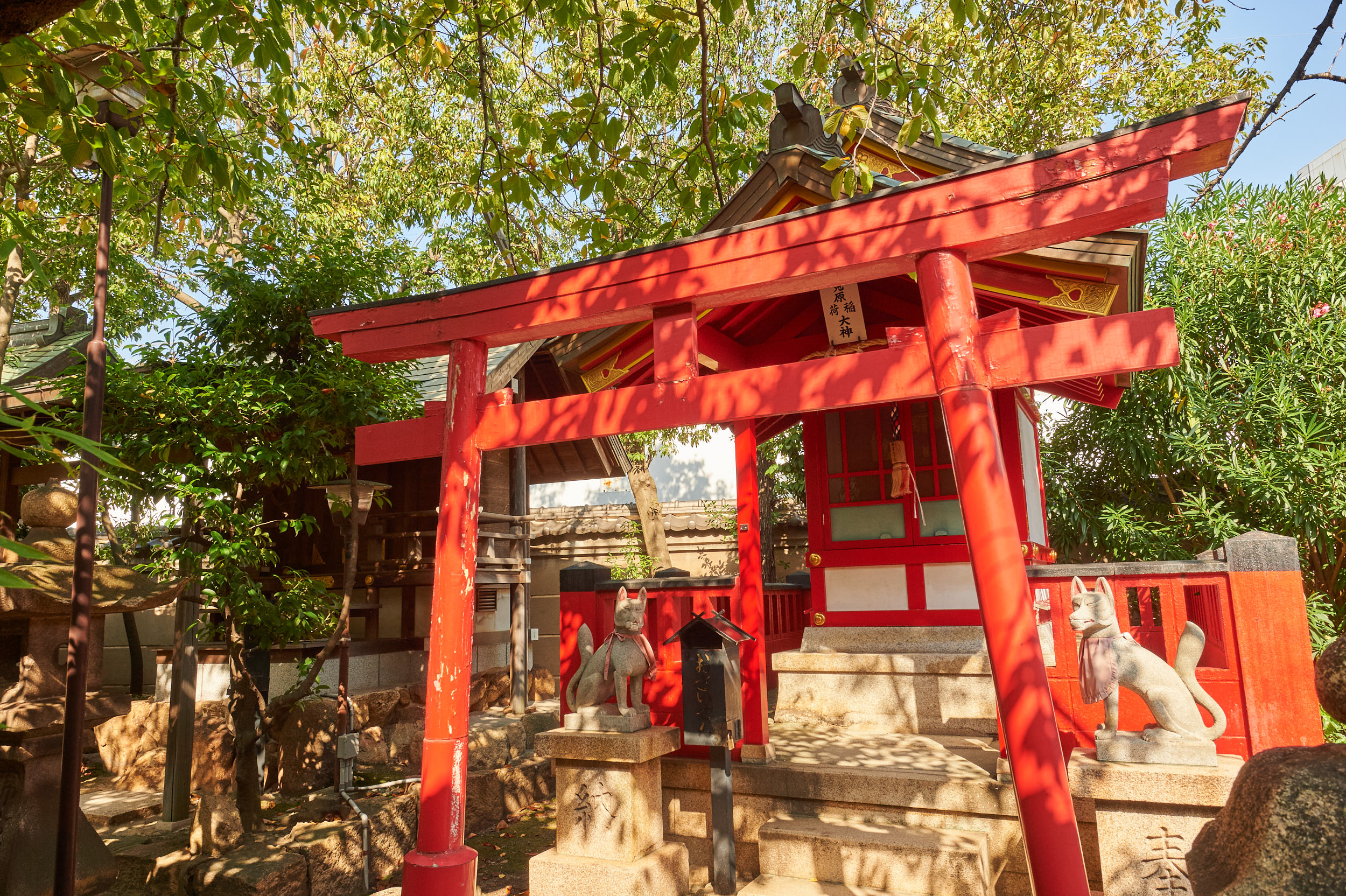
境内
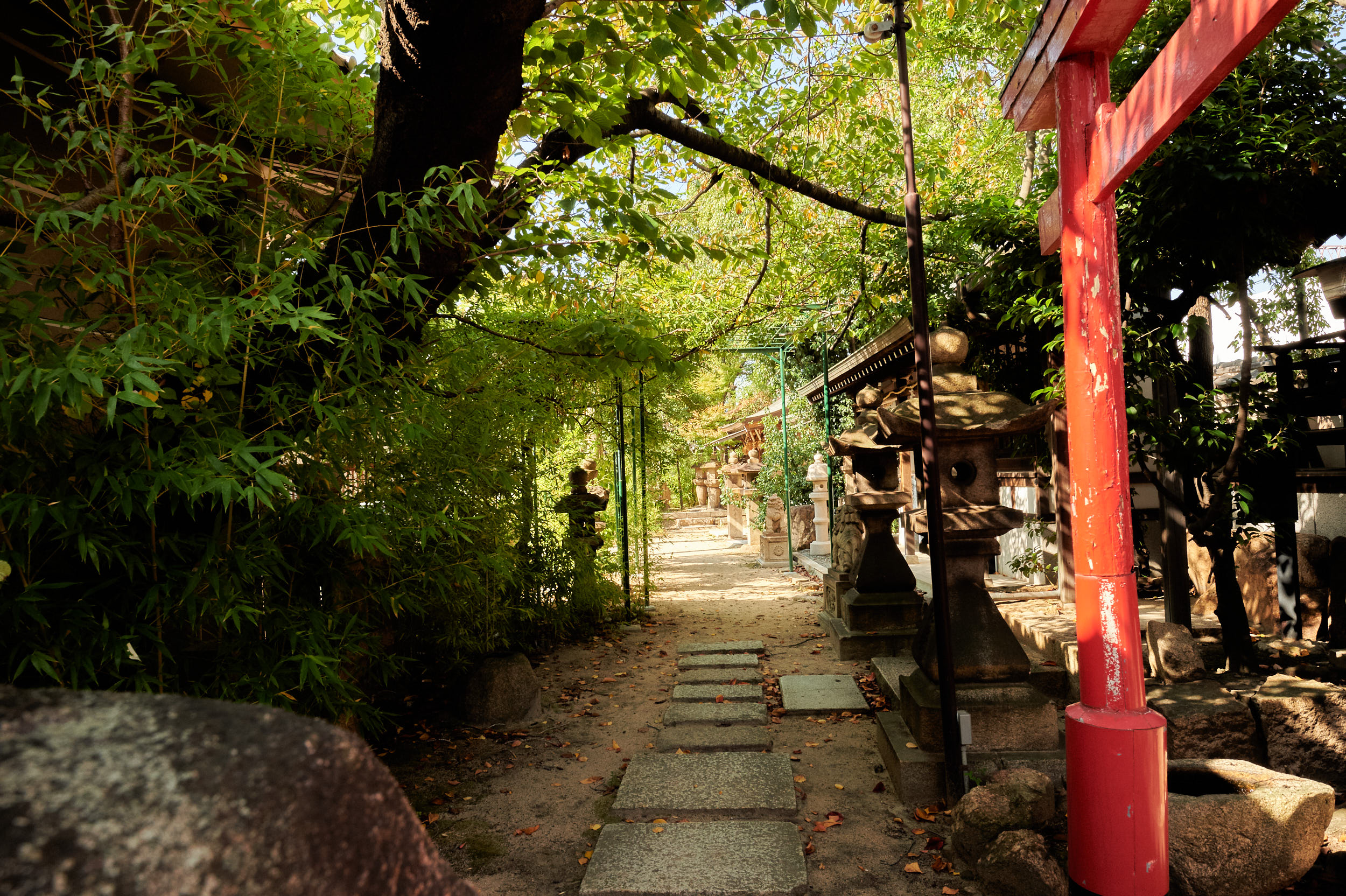
境内

## その他
2020年（令和2年）、境内にヴィッセル神戸のアンドレス・イニエスタに関する「イニエスタ来日の碑」という石碑が建立された。碑文は歌人の屋繁男の短歌が彫られている。